# Кандијана
Кандијана је насеље у Италији у округу Падова, региону Венето.
Према процени из 2011. у насељу је живело 1115 становника. Насеље се налази на надморској висини од 1 м.

## Становништво
| 1951. | 1961. | 1971. | 1981. | 1991. | 2001. | 2011. |
| ----- | ----- | ----- | ----- | ----- | ----- | ----- |
| 3.957 | 3.076 | 2.698 | 2.470 | 2.386 | 2.455 | 2.468 |